# Nesopachylus maculatus
Espèce
Synonymes
- Gorgonasta maculata Roewer, 1932

Nesopachylus maculatus est une espèce d'opilions laniatores de la famille des Ampycidae.

## Distribution
Cette espèce est endémique du Panama. Elle se rencontre vers Gorgona.

## Description
La femelle holotype mesure 5 mm.

## Systématique et taxinomie
Cette espèce a été décrite sous le protonyme Gorgonasta maculata par Roewer en 1932. Elle est placée dans le genre Nesopachylus par Kury en 2003.

## Publication originale
- Roewer, 1932 : « Weitere Weberknechte VII (7. Ergänzung der: "Weberknechte der Erde", 1923) (Cranainae). » Archiv für Naturgeschichte, (N.F.), vol. 1, p. 275–350.